# Manuel Olivé Sans
Manuel Olivé Sans (Barcelona, 1924 - Barcelona, 1995) fue un maquetista de modelos de coche. Se pueden encontrar modelos construidos por él en las colecciones privadas de algunos de los coleccionistas más notables del mundo, incluidos los cabecillas de la industria o la realeza.

## Biografía
Manuel Olivé Sans nació en 1926 en la ciudad de Barcelona. Olivé estudió inicialmente el oficio de mecánico en las Escuelas Profesionales Salesianas de Sarriá, cursos 1939-1942, posteriormente realizó estudios de ingeniería. Quería seguir el mismo camino que su padre, construir maquetas de trenes, pero durante el servicio militar (medios de la década de 1940) construyó su primera maqueta de coche y esto fue un punto de inflexión en su vida, y así comenzó una nueva carrera construyendo principalmente maquetas de coches. También construyó algunas maquetas de motocicletas, camiones y gramófonos. Hizo moldes para varias empresas fabricantes de coches miniatura, algunos se fabricaron, y otros nunca llegaron al público. Los modelos más pequeños que hizo fueron a escala 1:43, y el mayor fue un enorme Fiat escala 1:5, para el museo Fiat, que fue encargado por el propio Giovanni Agnelli.

## Maquetas famosas
La mayoría de los modelos a escala 1:20 de Manuel Olivé eran pieza única, cada uno construido uno por uno, aunque hizo varias unidades del Mercer Raceabout, así como algunas del Mercedes 300SL Gullwing. Todos sus modelos a gran escala (1:12-1:10) son obras de arte únicas, manteniéndose fieles a su máxima de que cada pieza debía ser única.
Entre otras construyó las siguientes maquetas:
- Mercer Raceabout
- Mercedes 300SL Gullwing
- Aston Martin DBR2/1
- Aston Martin DB3S
- BMW 507
- Motocicleta BMW R75 militar.
- Bugatti T41 Royale
- Aston Martin DBR2/2
- Ferrari 250 PF Spyder
- Fiat Balilla “Coppa d’Oro”
- Bugatti Tipus 55
- Ferrari 500 TRC